# روري أندرسون
روري أندرسون (بالإنجليزية: Rory Anderson)‏ هو لاعب كرة قدم أمريكية أمريكي، ولد في 2 أكتوبر 1992 في بودر سبرينغز في الولايات المتحدة.

## وصلات خارجية
- روري أندرسون على موقع مرجع كرة القدم المحترفة.كوم (الإنجليزية)
- روري أندرسون على موقع كلية كرة القدم في سبورتس رفرنس.كوم (الإنجليزية)